# Bogumiłów (powiat sieradzki)
Bogumiłów – wieś w Polsce położona w województwie łódzkim, w powiecie sieradzkim, w gminie Sieradz, na skraju doliny Żegliny, wśród zalesionych wzniesień – pagórków kemowych, 4 km na południe od Sieradza.
Wieś królewska (tenuta) w powiecie sieradzkim województwa sieradzkiego w końcu XVI wieku. Do 1953 roku istniała gmina Bogumiłów. W latach 1975–1998 miejscowość należała administracyjnie do województwa sieradzkiego.

## Historia
W źródłach wspomniana po raz pierwszy w 1365 r. W czasach I Rzeczypospolitej wieś była królewszczyzną. W końcu XVIII w. przeszła na własność rodu Szołowskich, od tych do Bilskich, później Mamrotów. W okresie powstania styczniowego dziedzic Bogumiłowa Leopold Telakowski był naczelnikiem okrążkowym w powiecie sieradzkim. Hasłem do powstania w okolicach Bogumiłowa były ognie pozapalane na wzgórzach otaczających wieś. 
W 1878 r. wieś nabyli Kobierzyccy. Józef Kobierzycki, ziemianin z Bogumiłowa, był zasłużonym badaczem historii Sieradzczyzny. W dworze bogumiłowskim gromadził liczne zabytki archeologiczne, dzieła sztuki, broń i numizmaty. Zebrał cenne książki, w tym wiele starodruków. W 1915 r. przy pomocy Kasy Mianowskiego wydał dzieło pt. Przyczynki do dziejów Ziemi Sieradzkiej. W latach 1906–07 był prezesem koła Polskiej Macierzy Szkolnej, przyczyniając się do repolonizacji szkół na terenie powiatu sieradzkiego.